# دیوید بریویو
دیوید بریویو (انگلیسی: Davide Brivio؛ زادهٔ ۱۷ مارس ۱۹۸۸) بازیکن فوتبال اهل ایتالیا است.
از باشگاه‌هایی که در آن بازی کرده‌است می‌توان به باشگاه فوتبال هلاس ورونا، باشگاه فوتبال فیورنتینا، باشگاه فوتبال لچه، باشگاه فوتبال آتالانتا، باشگاه فوتبال جنوآ، و باشگاه فوتبال ویچنزا اشاره کرد.
وی همچنین در تیم‌های ملی فوتبال زیر ۱۶ سال ایتالیا، زیر ۱۷ سال ایتالیا، زیر ۱۹ سال ایتالیا، زیر ۲۰ سال ایتالیا، و زیر ۲۱ سال ایتالیا بازی کرده‌است.